# 6.5m SI
Le 6.5m SI, est une classe de quillard de sport de 6,5 mètres de longueur de coque. Encore active sur le lac Léman dans les années 2000, adoptée en 1911 par la Société nautique de Genève, cette série de voiliers est issue de la série française des 6m50 de la jauge  « Chemin de fer » imaginée en 1906 par Eugène Laverne, membre du Cercle de la voile de Paris et Louis Dyèvre de la Société des régates de Vannes. Elle est promue série nationale en 1907 par le Yacht Club de France, série internationale en 1919 par l'International Yacht Racing Union — d'où le sigle SI — et série olympique pour les Jeux olympiques de 1920. Ces 6m50 furent les voiliers de la One Ton Cup entre 1920 et 1923.
Gréés en houari à leurs débuts, les 6m50 ont accepté le gréement bermudien en 1926, de nouveaux matériaux de construction en 1965 et adopté une nouvelle formule de jauge en 1973. Les 6m50 participent au Bol d'or, et organisent leur propre Coupe de l'America.
L'Association internationale des 6.5m SI, réunissant les propriétaires de 6.5m SI classiques et modernes, a célébré le centenaire de la série en 2007. Elle a édité à cette occasion un document, 6.5, relatant toute l'histoire de la série, principalement rédigé par Noël Charmillaud, avec les photos de Gilles Favez et préfacé par Daniel Charles, architecte naval et historien du nautisme.

## Historique des 6m50 de la série chemin de fer
En 1906, le congrès de Londres adopte la Jauge internationale. Cette nouvelle jauge (JI), souhaitée par les autorités nautiques françaises, allemandes et scandinaves ne fait pas que des heureux. Les Allemands continuent à développer la série des Sonderklasse, créée en 1899, et qui fait des adeptes même aux États-Unis. Les Suédois et les Norvégiens créent les 30 m2 et autres voiliers à la jauge Square Metre Rule, pour bénéficier de bateaux de course plus marins que les Sonderklasse.
En France, au Cercle de la voile de Paris, Eugène Laverne est en désaccord avec la position officielle du CVP, favorable à la Jauge internationale. Il propose de créer un type de voiliers plus légers et plus économiques que les 6 m JI. Afin de les rendre plus facilement transportables par le rail, il propose d'en limiter les dimensions à ce qui peut être chargé sur un wagon plat standard de l'époque. C'est ainsi que la longueur au pont et celle des éléments du gréement est fixée à un maximum de 6,5 m. Le surnom de cette série de voiliers, et de leur jauge devient aussitôt série chemin de fer et jauge chemin de fer. En avril 1907 le Yacht Club de France adopte officiellement cette nouvelle jauge, en faisant une série nationale.
La série s'implante en Méditerranée, puis dans le Sud-Ouest de la France. La Société nautique de Genève, autorité nationale de la voile en Suisse, décide de l'adopter en 1911. Elle se développe ensuite dès 1912 en Espagne et en Italie.
Le congrès de Londres, réuni en 1919 par l'International Yacht Racing Union pour faire évoluer la jauge internationale, décide également, avec l'appui de la Société nautique de Genève, de faire de ces bateaux une série internationale dont ils ont conservé le sigle SI. Les 6.5m SI, ainsi que les 8.5m SI conçus en 1908 selon les mêmes principes de jauge, pourtant en concurrence avec la jauge internationale, sont retenus pour les Jeux olympiques d'Anvers de 1920.
Les 6m50 ont été choisis entre 1920 et 1923 pour disputer la Coupe internationale du Cercle de la Voile de Paris, plus connue sous le nom de One Ton Cup, coupe courue des voiliers de un tonneau à la jauge Godinet depuis sa première édition en 1899, puis sur des 6m Jauge internationale à partir de 1907. Les années 1930 voient le début de la désaffection pour les 6m50 en France où 125 unités ont été construites.
L'Association internationale des propriétaires de 6m50 est fondée en 1952 à Paris, dans les locaux du Yacht club de France. Elle réunit trois flottes, celles de Bretagne-Sud, du Sud-Ouest et du Léman. Les propriétaires des bateaux du Léman prennent en main l'association au début des années 1960. Le lac de Bienne est cependant choisi pour l'organisation à La Neuveville d'un championnat national de Suisse en 1973, auquel participent 22 équipages. Un championnat de la série y est également disputé en 1983.
Les 6m50 participent au Bol d'or de la Société nautique de Genève depuis 1953, et organisent une Coupe de l'America des 6.5m SI depuis 1967.

## La jauge des 6.5m SI
Les 6.5m SI peuvent courir dans deux catégories : les classiques et les modernes. Les classiques doivent respecter l'ancienne jauge, celle de 1907, et de certaines de ses évolutions. Les modernes se conforment à la jauge de 1973 et de ses évolutions.

Évolution des 6.5m SI depuis 1907. Gréement en voile à corne, puis houari, tous les espars devant mesurer moins de 6.5 m, le mât d'un seul tenant de 1926 devant être démontable. En 1973, le tirant d'eau maximum passe de 1 m à 1.4 m. Depuis les années 2000, le spinnaker asymétrique et son tangon bout-dehors escamotable sont permis.

### La jauge de 1907

6m50 à la jauge de 1907, dans le style des 6m50 ayant participé aux jeux olympiques de 1920 et aux One Ton Cup de 1920, 1922 et 1923

La première formule de jauge des 6.5m, élaborée par Louis Dyèvre, membre de la Société des régates de Vannes, architecte naval et membre de la délégation française au congrès de Londres de 1906, est inspirée de la formule de jauge du New York Yacht Club en vigueur à cette époque, la jauge universelle de 1903.
{\displaystyle J={\frac {Lf\cdot {\sqrt {S}}}{\sqrt[{3}]{D}}}\leq 2,8}
Lf représente la longueur de flottaison (LWL en anglais), S la surface de voile, D le déplacement.
Les restrictions principales sont :
- Longueur maximum (au pont, ou totale) : 6,50 m
- Déplacement minimum : 600 kg
- Tirant d'eau maximum : 1 m
- Surface de voilure mesurée suivant la jauge : 30 m2, mesurée comme dans la jauge internationale, sauf que le triangle avant compte entièrement
- Ouverture maximum du cockpit : 2 m2
- Les élancements doivent être inférieurs au 1/5 de la longueur totale, autrement dit la longueur de flottaison Lf prise en compte dans la formule est au moins des 4/5 de la longueur.

Pierre Belugou remarque qu'à surface de voile et longueur de flottaison au maximum autorisé, le poids minimum est de 2 050 kg. En général la voilure est presque toujours au maximum, pour des coques d'environ 1 500 kg et de 5,50 m de longueur de flottaison.
L'obligation pour la longueur des espars de ne pas dépasser 6,50 m est levée en 1926, ce qui autorise le gréement bermudien à condition que le mât soit démontable. En 1946 le mât peut être fait d'un seul tenant, et le nombre de lattes permises dans la grand-voile passe de trois à quatre. En 1965 la jauge autorise la construction en bois moulé et en matériaux de synthèse, le rapport de poids entre le lest et la coque complète devant rester inférieur ou égal à 2/3.

### La jauge de 1973
En 1973, la jauge évolue nettement : la formule ne prend plus en compte la longueur de flottaison, ce qui engendre des bateaux dont la longueur de flottaison est à la longueur totale autorisée pour la coque, soit 6,50 m :
{\displaystyle J={\frac {\sqrt {S}}{\sqrt[{3}]{D}}}\leq 0,55}
Le tirant d'eau maximum passe de 1 m à 1,40 m et le rapport de poids lest/poids total peut dépasser les 2/3 à condition que le poids total dépasse 900 kg.
La jauge a encore évolué, en autorisant le spi asymétrique avec un tangon rétractable et, par exemple, la prise en compte de la flottabilité pour la suppression de la règle des 2 m2 maximum d'ouverture du pont pour le cockpit.

## Les 8.5m SI
Deux ans après les 6m50, en 1908, naissent les 8m50. Inspirée par la même jauge, mais ne répondant pas aux critères de transport par le chemin de fer, cette série reste active en France jusqu'à la Seconde Guerre mondiale. Inscrite également aux Jeux olympiques de 1920, aucun équipage n'y participe. Sa formule de jauge était :
{\displaystyle J={\frac {Lf\cdot {\sqrt {S}}}{\sqrt[{3}]{D}}}\leq 3,2}
La somme des élancements devait être inférieure aux 3/10 de la longueur totale, sinon la longueur de flottaison prise en compte était de 7/10 de la longueur. La quille devait être rectiligne sur au moins 1,50 m et ne pas s'écarter de plus de 15° de l'horizontale. Les 8.5m SI devaient comporter une cabine dont le roof devait mesurer au moins 1 × 1,20 × 0,20 m ; la surface de voile est au plus de 50 m2.
54 bateaux furent immatriculés en France, où la série était surtout présente en Sud-Bretagne.
Le 8m50 Sheena est classé aux monuments historiques.

## Les architectes de 6.5m SI
Les premiers architectes ayant dessiné des 6m50 sont ceux qui ont participé au concours organisé par la revue Le Yacht en 1907, à la suite de la nomination en avril du 6m50 comme série nationale par le Yacht club de France. Seize projets sont présentés. Les deux vainqueurs Colineau pour Pipo et Ciais pour Z sont suivis par Jean Quernel pour Geneviève, qui s'impose par la suite dans la série. Pierre Staempfli, auteur ultérieurement, en 1938, du Sharpie 9 m2 reçoit une mention du jury.
Parmi les architectes célèbres ayant dessiné des 6m50, figurent Uffa Fox avec Demoiselle, et Jean-Jacques Herbulot avec Candide, tous deux des plans de 1949. Une mention spéciale est accordée par l'association de propriétaires à l'architecte et constructeur naval Daniel Voruz pour ses nombreux plans, ses constructions et rénovations.
Le premier plan d'André Mauric est  Morwark, un 8m50 de 1929 à la jauge chemin de fer : 8,5 m de long, 2,02 m de large, 1,25 m de tirant d'eau, 3200 kg, 49 m² de voilure. Ce no 12 dans la série en France (F12) est caractérisé par 3 étages de barres de flèche, et une étrave très arrondie, de type marotte.